# Bolbaffer namibiensis
Bolbaffer namibiensis är en skalbaggsart som beskrevs av Gussmann och Clarke H. Scholtz 2001. Bolbaffer namibiensis ingår i släktet Bolbaffer och familjen Bolboceratidae. Inga underarter finns listade.